# حزب سبز کانادا
حزب سبز کانادا (فرانسوی: Parti vert du Canada‎) یک حزب سیاسی فدرال کانادایی است که در سال ۱۹۸۳ ایجاد شد. این حزب در اکتبر ۲۰۰۸ حدود ۱۰ تا ۱۲ هزار عضو ثبت‌نام شده داشت. رهبر این حزب از اوت ۲۰۰۶ الیزابت می است.